# احمد نایبی
احمد نایبی(١٣٠۴-١٣٩٣) سیاست‌مدار ایرانی بود، که در  دوره بیست و سوم  به‌عنوان نماینده اردبیل در مجلس شورای ملی حضور داشت.